# Lejeunea mandonii
Lejeunea mandonii là một loài Rêu trong họ Lejeuneaceae. Loài này được (Stephani) K. Müller mô tả khoa học đầu tiên năm 1958.